# Merrill Ashley
Merrill Ashley, all'anagrafe Linda Michelle Merrill (Saint Paul, 2 dicembre 1950) è un'ex ballerina statunitense.

## Biografia
Merrill Ashley è nata in Minnesota e cresciuta in Vermont, dove ha cominciato a studiare danza all'età di sette anni. Nel 1964 ha vinto una borsa di studio per la School of American Ballet. Tre anni più tardi, all'età di sedici anni, è stata scritturata dal New York City Ballet, dove ha esordito con il Sogno di una notte di mezza estate di George Balanchine. Nel 1974 è stata promossa al rango di solista, mentre nel 1977 è stata proclamata prima ballerina della compagnia.
Nei vent'anni successivi ha ampliato il suo repertorio con balletti di Balanchine, Jerome Robbins e Twyla Tharp. Molto apprezzata per le sue grandi doti tecniche, è stata una delle ultime ballerine ad essere stata scelta personalmente da Balanchine, che ha creato ruoli in Ballo della Regina e Ballade appositamente per lei; inoltre Balanchine ha allestito nuovi allestimenti di The Four Temperaments e Square Dance per lei.
Nel corso della sua carriera ha danzato anche con la compagnia di Jacques d'Amboise, ha diretto una propria compagnia (la "Merrill Ashley and Dancers") e ha danzato con il Birmingham Royal Ballet come protagonista in Paquita e La bella addormentata. Ha dato il suo addio alle scene nel 1997 dopo aver danzato con il New York City Ballet per trent'anni, venti dei quali come prima ballerina.
Negli undici anni successivi ha continuato a lavorare con la compagnia in veste di répétiteur. Grande esperta dell'opera di Balanchine, dal 2008 ha lavorato con répétiteur freelance con compagnie di alto profilo che hanno inserito balletti di Balanchine nel proprio repertorio.
Dal 1974 è sposata con Kibbe Fitzpatrick.